# El Chavo Animado
El Chavo Animado er en mexicansk animationsserie, som blev sendt på Canal 5 fra 2006. Det er en filmaterisering af komedieserien El Chavo del Ocho fra 1971.

## Medvirkende
- Jesús Guzmán som El Chavo, Godínez
- Sebastián Llapur som Quico og Señor Barriga (sæsoner 5 - 7)
- Mario Castañeda som Don Ramón, Ñoño
- Erica Edwards som Doña Florinda, La Popis
- Juan Carlos Tinoco (sæsoner 1-2) og Moisés Suárez Aldana (sæsoner 3-7) som Profesor Jirafales
- Erika Mireles som Doña Clotilde (La Bruja del 71)
- Víctor Delgado (sæsoner 1-5) som Señor Barriga
- Maggie Vera som Paty
- Leonardo García (sæsoner 1-5) og Hector Miranda (sæsoner 6-7) som Jaimito, el cartero
- Julieta Rivera som Gloria